# Sarvan
Sarvan es una serie española de historietas de género fantástico con cierto cariz erótico, protagonizada por el personaje homónimo. Es con guion de Antonio Segura y dibujos de Jordi Bernet, y se publicó en la revista Cimoc, de Norma Editorial, a partir de su número 18, de agosto de 1982, hasta 1986.

## Argumento
Sarvan es una guerrera perteneciente a una tribu nómada que se dedica al pastoreo. Un día su clan avista con estupor una batalla aérea, lo que ellos toman por una lucha entre dioses; de una de las naves cae una cápsula y Sarvan, con intención de conseguir un trofeo, se acerca hasta ella. Lo que encuentra allí es a un humano vestido con un traje espacial. En un primer momento lo ataca, pero luego, al ver su rostro bajo la escafandra, decide abandonar a su tribu y quedarse junto al hombre venido de las estrellas.

## Ediciones

### Álbumes recopilatorios
- Cimoc Presenta n.º 7: Sarvan (Norma Editorial, 1984)
- Cimoc Extra Color n°18: Sarvan en La Tumba de Piedra (Norma Editorial, 1986)
- Sarvan (Planeta DeAgostini) 1998